# Erkner
Erkner è una città di 12 008 abitanti del Brandeburgo, in Germania.

Appartiene al circondario dell'Oder-Sprea.

## Società

### Evoluzione demografica
- Sviluppo della popolazione dal 1875 entro gli attuali confini (Linea Blu: Popolazione; Linea puntata: Confronto dello sviluppo della popolazione dello Stato del Brandenburgo; Sfondo grigio: Ai tempi del governo nazista; Sfondo rosso: Al tempo del governo comunista)
- Sviluppo recente della popolazione (Linea blu) e previsioni

| Anno | Abitanti |
| ---- | -------- |
| 1875 | 1 165    |
| 1890 | 2 295    |
| 1910 | 3 844    |
| 1925 | 5 703    |
| 1939 | 8 234    |
| 1950 | 6 631    |
| 1964 | 8 330    |

| Anno | Abitanti |
| ---- | -------- |
| 1971 | 8 391    |
| 1981 | 12 313   |
| 1985 | 12 867   |
| 1990 | 12 158   |
| 1995 | 11 802   |
| 2000 | 12 128   |
| 2005 | 11 829   |

| Anno | Abitanti |
| ---- | -------- |
| 2010 | 11 580   |
| 2015 | 11 668   |
| 2016 | 11 695   |
| 2017 | 11 818   |
| 2018 | 11 815   |
| 2019 | 11 856   |
| 2020 | 11 935   |

Fonti dei dati sono nel dettaglio nelle Wikimedia Commons..

## Amministrazione

### Gemellaggi
Erkner è gemellata con:
- Gołuchów